# Clinteria fujiokai
Clinteria fujiokai är en skalbaggsart som beskrevs av Jakl 2007. Clinteria fujiokai ingår i släktet Clinteria och familjen Cetoniidae. Inga underarter finns listade i Catalogue of Life.